# Вода/L'eau
«Вода/L'eau» — сингл із альбому «Пожежі міста Вавілон» українського гурту «Танок на Майдані Конґо».
До синглу увійшли такі композиції як «Вода» і «Восени» у декількох варіаціях, а також спільна робота із гуртом Алібі — «Если мы». Окрім оригінальних версій, цікавими є такі композиції як «Восени. home edition», записана із гуртом 5'nizza на домашній студії Ділі, а також джазова версії пісні «Вода», записана із Easy Brothers.
Оскільки вихід синглу і вихід альбому Пожежі міста Вавілон було заплановано на дуже близькі дати, то було вирішено, що даний сингл не буде продаватись (щоб не перетинатись із продажами альбому).

## Композиції
| #  | Назва                           | Тривалість |
| -- | ------------------------------- | ---------- |
| 1. | «Вода»                          | 4:33       |
| 2. | «Восени» (французька версія)    | 4:32       |
| 3. | «Вода» (ТНМК & Easy Brothers)   | 4:21       |
| 4. | «En Automne» (ТНМК & 5nizza)    | 3:29       |
| 5. | «Если мы» (ТНМК & Алібі)        | 3:12       |
| 6. | «Вода» (французька версія)      | 4:33       |
| 7. | «Вода» (інструментальна версія) | 4:33       |
| 8. | «Вода» (відео)                  | 4:53       |
| 9. | «Восени» (відео)                | 3:50       |